# Barrio de Patrocinio de San José
Patrocinio de San José es un barrio de Talavera de la Reina (Toledo, España). 
Está situado a unos 3 km al suroeste del centro de Talavera de la Reina, a 369 m s. n. m.
No pertenece a Talavera de la Reina como tal.

## Monumentos principales
- Iglesia de Patrocinio de San José
- Plaza de la Juventud

- Datos: Q5721027